# Flatiron District
Flatiron District è un quartiere di Manhattan, il cui nome è dovuto alla presenza del famoso Flatiron Building posto tra la 23esima strada, Broadway e la Quinta Strada. Il distretto è delimitato a sud dalla14esima strada e Union Square; a ovest dall'Avenue of the Americas (sesta strada) e il quartiere del Chelsea; a nord da NoMad e la 23esima strada e a est da Park Avenue South. 
Il quartiere è attraversato interamente da Broadway e da Madison Avenue. A nord del distretto si trova il Madison Square Park, completamente rinnovato nel 2001.
Fa parte della Manhattan Community Board 5.

## Trasporti
Il quartiere è servito dalla metropolitana di New York attraverso le stazioni 23rd Street della linea BMT Broadway, dove fermano i treni delle linee N, Q, R e W, e 23rd Street della linea IND Sixth Avenue, dove fermano i treni delle linee F e M.